# A Fantástica Fábrica de Cadáver
 (février 2018).
A Fantástica Fábrica de Cadáver est le premier album du rappeur brésilien Eduardo.

## Description
L'album sort le 20 décembre 2014, en double format et contient 32 titres. Le magazine Rolling Stone a mis en avant la chanson A Fantástica Fábrica de Cadáver, qui s'est classée 14e parmi les meilleures chansons de l'année en 2014.

## Titres
| #  | A Fantástica Fábrica de Cadáver CD 1  | Durée |
| -- | ------------------------------------- | ----- |
| 1  | A Linha de Produção                   | 3:09  |
| 2  | A Fantástica Fábrica de Cadáver       | 4:22  |
| 3  | Depósito dos Rejeitados               | 5:20  |
| 4  | Substância Venenosa                   | 5:00  |
| 5  | Don Corleone do Gueto                 | 5:09  |
| 6  | Sentença Capital                      | 4:55  |
| 7  | Aprendendo com os Corpos Desfigurados | 4:49  |
| 8  | Dossiê                                | 4:54  |
| 9  | A Era das Chacinas                    | 5:19  |
| 10 | A Mão Que Assalta o Berço             | 5:42  |
| 11 | As Vozes da Estatística               | 4:29  |
| 12 | Regime Disciplinar Diferenciado       | 4:56  |
| 13 | Transe Hipnótico                      | 4:45  |
| 14 | Manicômio Judiciário                  | 4:39  |
| 15 | De Homem para Homem                   | 4:18  |
| 16 | O Fugitivo                            | 3:52  |

| #  | A Fantástica Fábrica de Cadáver CD 2 | Durée |
| -- | ------------------------------------ | ----- |
| 1  | A Mesa de Autópsia                   | 4:38  |
| 2  | Império dos Ossos                    | 3:48  |
| 3  | Entre o Paraíso e o Purgatório       | 5:28  |
| 4  | Os Cravos do Holocausto              | 4:35  |
| 5  | Playground do Diabo                  | 5:16  |
| 6  | Não Existem Civis                    | 4:13  |
| 7  | Eu Acredito                          | 5:21  |
| 8  | Buscando o Que é Meu Por Direito     | 4:34  |
| 9  | Paz Impossível                       | 4:00  |
| 10 | 1000 Graus Centigrados               | 5:48  |
| 11 | Endereçado a Sociedade               | 4:20  |
| 12 | Recaída                              | 4:57  |
| 13 | Por Trás do Cartão Postal            | 4:45  |
| 14 | O Preço da Traíção                   | 4:46  |
| 15 | Recomeçar                            | 4:44  |
| 16 | Banco dos Réus                       | 4:25  |